# Павле Радовановић (вајар)
Павле Радовановић (Велики Бечкерек, 1923 — Нови Сад, 1981) био је српски вајар.
Дипломирао на Академији уметности у Београду. Излагао на бројним колективним изложбама, а самостално у Новом Саду 1982. Живео и радио у Новом Саду.
Радио портрете, историјске композиције и меморијалну скулптуру.

## Дела
- Споменик Новосадском партизанском одреду, Ченеј 1971.
- Споменик стрељаним мештанима, Сириг 1976.
- Споменик НОБ-у, Лединци
- Споменик палим борцима, Лежимир
- Споменик НОБ-у, Сремски Карловци[1]
- Споменик НОБ-у, Чалма
- Бисте Константила Данила, Павла Аршинова, Нестора Димитријевића и Тоше Јовановића у Алеји великана у Зрењанину
- Биста Васе Стајића испред зграде Матице српске у Новом Саду
- Биста Мирослава Антића у Дунавском парку у Новом Саду
- Биста Слободана Бајића Паје испред Студенстког дома у Новом Саду